# Club Deportivo Pepeganga Margarita Fútbol Club
El Club Deportivo Pepeganga Margarita Fútbol Club fue un equipo de fútbol de Venezuela, fue fundado en 1985 con base en el Estadio Guatamare de Porlamar en la Isla de Margarita, Estado Nueva Esparta. Pepeganga, equipo de camiseta amarilla y azul, disputó la Copa Libertadores de América de 1990, encarando a los uruguayos Defensor Sporting y Progreso, y a su compatriota Mineros de Guayana, logrando llegar en su única participación en la Copa Libertadores hasta octavos de final en 1990.

## Historia
Pepeganga Margarita nace en 1985, con el apoyo de la tienda de bajo costo Pepeganga. Uno de los hechos más notorios desde el momento de su fundación era que el equipo jugaba de local en el campo de béisbol de Guatamare, que se había adaptado para el uso futbolístico. El club logra hacerse con el título de la segunda división venezolana en 1987, por lo cual accede a la primera división para la temporada 1987/1988. Su segunda temporada en la máxima categoría fue sorpresiva y logró el subcampeonato, siendo superado por un punto por Mineros de Guayana. La temporada 1989/1990 fue la última actuación de Pepeganga Margarita, que debió retirarse al final del campeonato por problemas financieros, otorgando sus derechos a Monagas Sport Club, desde la temporada 1990/1991.

## Datos del club
- Fundación: 1985.
- Temporadas en 2ª:
- Temporadas en 1ª: 3 (1987/88, 1988/89 y 1989/90).
- Copa Venezuela:
- Mayor goleada conseguida:
  - En campeonatos nacionales: Pepeganga 5 – Trujillanos FC 0 (1 de febrero de 1990).
  - En torneos internacionales:  Pepeganga 2 –  Mineros de Guayana 1 (21 de marzo de 1990).
- Mayor goleada recibida: 
  - En campeonatos nacionales:
    - Pepeganga 1 – UD Lara 4 (15 de mayo de 1988).
    - Caracas FC 4 – Pepeganga 1 (7 de febrero de 1990).

  - En torneos internacionales:  Independiente 6 –  Pepeganga 0 (4 de agosto de 1990).

## Palmarés

### Torneos Primera División
- Primera División Venezolana: 
  - Subcampeón (1): 1988/89

### Torneos Segunda División
- Segunda División Venezolana (1): 
  - 1986/1987